# Näversjön, Jämtland
Näversjön är en sjö i Ragunda kommun i Jämtland och ingår i Indalsälvens huvudavrinningsområde. Sjön har en area på 0,255 kvadratkilometer och ligger 318 meter över havet. Sjön avvattnas av vattendraget Kvarnån.

## Delavrinningsområde
Näversjön ingår i det delavrinningsområde (700619-147509) som SMHI kallar för Utloppet av Näversjön. Medelhöjden är 341 meter över havet och ytan är 2,78 kvadratkilometer. Räknas de 2 avrinningsområdena uppströms in blir den ackumulerade arean 17,97 kvadratkilometer. Kvarnån som avvattnar avrinningsområdet har biflödesordning 2, vilket innebär att vattnet flödar genom totalt 2 vattendrag innan det når havet efter 174 kilometer. Avrinningsområdet består mestadels av skog (80 procent). Avrinningsområdet har 0,25 kvadratkilometer vattenytor vilket ger det en sjöprocent på 9,1 procent.